# Генріх Отто Майснер
Генріх Отто Майснер (нім. Heinrich Otto Meisner; 1 квітня 1890, Берлін — 26 листопада 1976, Потсдам) — німецький історик та архівіст.

## Біографія
Син Генріха Майснера, директора відділу Королівської прусської державної бібліотеки у Берліні. Після закінчення гімназії імператриці Августи в Шарлоттенбурзі, Майснер почав вивчати історію, германістику, конституційне та адміністративне право в Університеті Фрідріха Вільгельма в Берліні в 1908 році, де здобув докторський ступінь у 1913 році.
Майснер обійняв посаду волонтера архіву в Державному архіві Штеттіна в серпні 1913 року, але повернувся до свого рідного міста у квітні 1914 року, щоб скласти іспит на архівіста-аспіранта у Прусському секретному державному архіві. Він залишився в Берліні, де у 1921 році йому надано звання державного архівіста. З 1922 року він також працював викладачем архівних досліджень та історії конституційних, адміністративних та державних органів у Прусському інституті архівних наук у Берліні-Далемі. У 1923 призначений комісаром, а в 1925 році — директором Бранденбурзько-Прусського домашнього архіву в Берліні-Шарлоттенбурзі. Він обіймав цю посаду до 1928 року, потім повернувся до Державного архіву, звідки був відряджений до Москви та Ленінграда для вивчення радянської архівної науки. Після повернення з Радянського Союзу в 1935 році він став старшим архівістом в Імперському архіві в Потсдамі, де став свідком руйнувань воєнного часу.
Після закінчення Другої світової війни Майснер працював в архівному управлінні в Потсдамі, а в 1948 році став юстиціаром Бранденбурзького ландтагу.
В 1950 році Майснер став викладачем в Інституті архівної науки в Потсдамі, а в 1953 році — професором Берлінського університету імені Гумбольдтів. З 1961 року він був дійсним членом Берлінської академії наук.
Одним із учнів Майснера був історик Карлгайнц Блашке.
Майно Майснера зберігається в архівах Берлінсько-Бранденбурзької академії наук.

## Нагороди
- Орден «За заслуги перед Вітчизною» (НДР) в бронзі (1960) — нагороджений з нагоди 70-річчя.<ref>Neues Deutschland, 28. April 1960, S. 2.